# Ronde van Spanje 2010/Achtste etappe
De achtste etappe van de Ronde van Spanje 2010 werd verreden op zaterdag 4 september 2010. Het was een bergrit van Villena naar Xorret del Catí over een afstand van 188,8 km.

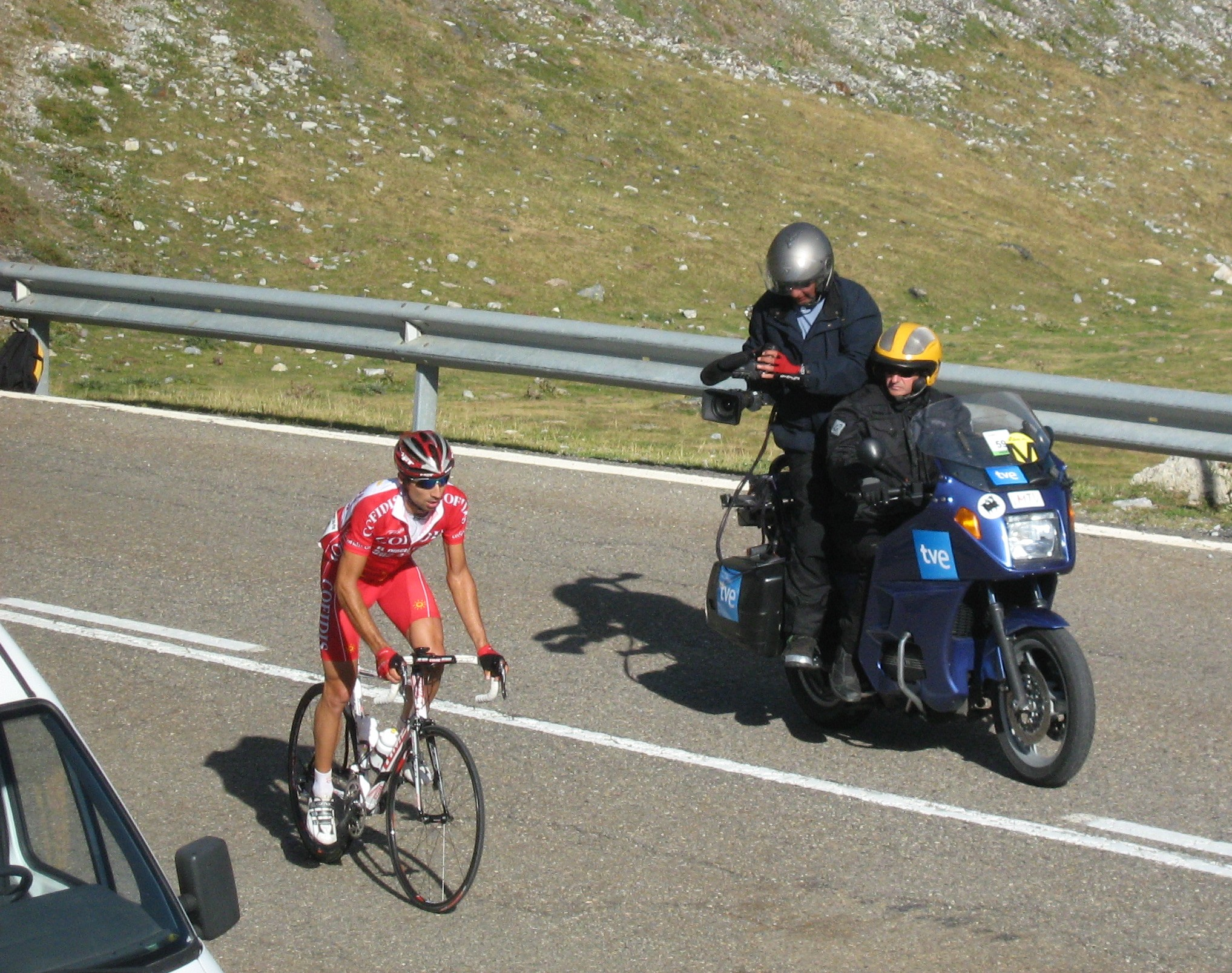
David Moncoutié op weg naar de etappeoverwinning

## Verslag
De etappe begon met een minuut stilte, vanwege het overlijden van een van de verzorgers van Team Sky, dat uit de Vuelta stapte.
De eerste echte bergrit van de Vuelta stond op het programma, maar dat vonden vijf renners geen reden om er niet van in het begin in te vliegen: de Spaanse veteraan José Luis Arrieta en zijn landgenoot en leider in het bergklassement Serafín Martínez, de Zwitser Johann Tschopp, de Kazach Assan Bazayev en de Franse winnaar van de laatste twee edities in het bergklassement David Moncoutié. De top van de laatste klim, eentje van eerste categorie, lag op vier kilometer van de streep, en bij de voet van de Alto Xorret del Cati hadden de leiders een geruststellende voorsprong van vier minuten op het peloton. Op de flanken van deze stevige klim met percentages tot 22% was Moncoutié duidelijk de sterkste. Hij kwam alleen boven, en reed na een kleine afdaling solo over de finish. Achter hen, in het peloton, barstte de strijd voor de rode leiderstrui open. Leider Philippe Gilbert kon niet volgen, en verloor meer dan drie minuten, en moet uiteindelijk zijn leiderstrui afstaan aan Igor Antón, die samen met Carlos Sastre, Vincenzo Nibali, Joaquim Rodríguez en Xavier Tondó duidelijk de sterksten waren van het peloton. Rodriguez staat nu tweede in het algemeen klassement, in dezelfde tijd als Antón, maar omdat Antón in de vorige etappes beter presteerde (plaatsing in de rituitslag), staat hij op het hoogste schavotje. Grootste verliezers van de dag waren, naast Gilbert, Denis Mensjov en Fränk Schleck. Mark Cavendish behield de groene puntentrui, Martínez sprokkelde veel punten voor de bergtrui, maar zag Moncoutié wel naderen.

## Uitslagen
| Plaats  | Naam              | Ploeg                 | Tijd     |
| ------- | ----------------- | --------------------- | -------- |
| Winnaar | David Moncoutié   | Cofidis               | 5u14'32" |
| 2       | Serafín Martínez  | Xacobeo-Galicia       | + 0'54"  |
| 3       | Johann Tschopp    | Bbox Bouygues Télécom | z.t.     |
| 4       | José Luis Arrieta | AG2R                  | z.t.     |
| 5       | Joaquim Rodríguez | Katjoesja             | + 1'29"  |
| 6       | Vincenzo Nibali   | Liquigas              | z.t.     |
| 7       | Igor Antón        | Euskaltel-Euskadi     | z.t.     |
| 8       | Assan Bazayev     | Astana                | + 1'32"  |
| 9       | Xavier Tondó      | Cervélo               | z.t.     |
| 10      | Carlos Sastre     | Cevélo                | + 1'35"  |
|         |                   |                       |          |
| 38      | Philippe Gilbert  | Omega Pharma-Lotto    | + 3'34"  |
| 40      | Laurens ten Dam   | Rabobank              | + 3'44"  |

| Plaats    | Naam               | Ploeg              | Tijd      |
| --------- | ------------------ | ------------------ | --------- |
| Rode trui | Igor Antón         | Euskaltel-Euskadi  | 32u28'49" |
| 2         | Joaquim Rodríguez  | Katjoesja          | z.t.      |
| 3         | Vincenzo Nibali    | Liquigas           | + 0'02"   |
| 4         | Xavier Tondó       | Cervélo            | + 0'42"   |
| 5         | Marzio Bruseghin   | Caisse d'Epargne   | + 1'10"   |
| 6         | Rubén Plaza        | Caisse d'Epargne   | + 1'15"   |
| 7         | Ezequiel Mosquera  | Xacobeo-Galicia    | + 1'18"   |
| 8         | Nicolas Roche      | AG2R               | + 1'19"   |
| 9         | Peter Velits       | Team HTC-Columbia  | + 1'26"   |
| 10        | Tejay van Garderen | Team HTC-Columbia  | z.t.      |
|           |                    |                    |           |
| 14        | Philippe Gilbert   | Omega Pharma-Lotto | + 1'55"   |
| 33        | Laurens ten Dam    | Rabobank           | + 6'22"   |

## Nevenklassementen
| Plaats      | Naam                | Ploeg                   | Punten |
| ----------- | ------------------- | ----------------------- | ------ |
| Groene trui | Mark Cavendish      | Team HTC-Columbia       | 56     |
| 2           | Tyler Farrar        | Team Garmin-Transitions | 53     |
| 3           | Alessandro Petacchi | Lampre-Farnese Vini     | 51     |
|             |                     |                         |        |
| 5           | Philippe Gilbert    | Omega Pharma-Lotto      | 50     |
| 42          | Theo Bos            | Cervélo                 | 7      |

| Plaats                | Naam             | Ploeg              | Punten |
| --------------------- | ---------------- | ------------------ | ------ |
| Bolletjestrui (blauw) | Serafín Martínez | Xacobeo-Galicia    | 36     |
| 2                     | David Moncoutié  | Cofidis            | 26     |
| 3                     | Dario Cataldo    | Quick-Step         | 8      |
|                       |                  |                    |        |
| 7                     | Niki Terpstra    | Team Milram        | 5      |
| 13                    | Philippe Gilbert | Omega Pharma-Lotto | 3      |

| Plaats     | Naam             | Ploeg              | Punten |
| ---------- | ---------------- | ------------------ | ------ |
| Witte trui | Vincenzo Nibali  | Liquigas           | 30     |
| 2          | Philippe Gilbert | Omega Pharma-Lotto | 32     |
| 3          | Xavier Tondó     | Cervélo            | 38     |

| Plaats | Ploeg             | Tijd      |
| ------ | ----------------- | --------- |
|        | Caisse d'Epargne  | 97u01'00" |
| 2      | Katjoesja         | + 1'46"   |
| 3      | Euskaltel-Euskadi | + 3'58"   |

## Opgaves
- Branislaw Samojlaw (Quick-Step)
- Thomas Lövkvist (Team Sky) - Teruggetrokken1
- Kjell Carlström (Team Sky) - Teruggetrokken1
- Simon Gerrans (Team Sky) - Teruggetrokken1
- Peter Kennaugh (Team Sky) - Teruggetrokken1
- Lars Petter Nordhaug (Team Sky) - Teruggetrokken1
- Ian Stannard (Team Sky) - Teruggetrokken1

1 Heel Team Sky besloot om de Vuelta te verlaten na de dood van een masseur die overleed aan de gevolgen van een bacteriële infectie. De ziektes van de renners die eerder in de Vuelta al moesten opgeven bij Team Sky (Swift, Augustyn en Flecha) hebben echter niets met deze infectie te maken.
1e etappe ·
2e etappe ·
3e etappe ·
4e etappe ·
5e etappe ·
6e etappe ·
7e etappe ·
8e etappe ·
9e etappe ·
10e etappe ·
11e etappe ·
12e etappe ·
13e etappe ·
14e etappe ·
15e etappe ·
16e etappe ·
17e etappe ·
18e etappe ·
19e etappe ·
20e etappe ·
21e etappe
Startlijst · Eindstanden · Afbeeldingen